# Challenger de Eckental 2013
El Bauer Watertechnology Cup 2013 fue un torneo de tenis profesional que se jugó en pistas duras. Se trató de la 17.ª edición del torneo que forma parte del ATP Challenger Tour 2013. Tuvo lugar en Eckental, Alemania entre el 28 de octubre y el 3 de noviembre.

## Jugadores participantes del cuadro de individuales

### Cabezas de serie
| Favorito | País                | Jugador              | Ranking1 | Posición en el torneo |
| -------- | ------------------- | -------------------- | -------- | --------------------- |
| 1        | Bandera de Alemania | Benjamin Becker      | 72       | CAMPEÓN               |
| 2        | Bandera de Ucrania  | Oleksandr Nedovyesov | 121      | Segunda ronda         |
| 3        | Bandera de Italia   | Matteo Viola         | 129      | Segunda ronda         |
| 4        | Bandera de Canadá   | Frank Dancevic       | 132      | Primera ronda         |
| 5        | Bandera de Alemania | Dustin Brown         | 134      | Semifinales           |
| 6        | Bandera de Lituania | Ričardas Berankis    | 135      | Segunda ronda         |
| 7        | Bandera de Bélgica  | Ruben Bemelmans      | 154      | FINAL                 |
| 8        | Bandera de Alemania | Andreas Beck         | 190      | Cuartos de final      |

- 1 Se ha tomado en cuenta el ranking del 21 de octubre de 2013.

### Otros participantes
Los siguientes jugadores ingresaron al cuadro principal invitados por la organización del torneo (WC):
- Kevin Krawietz
- Robin Kern
- Maximilian Marterer
- Hannes Wagner

Los siguientes jugadores ingresaron al cuadro principal tras participar en la fase clasificatoria (Q):
- Piotr Gadomski
- Levente Gödry
- Mateusz Kowalczyk
- Filip Veger

## Campeones

### Individual Masculino
- Benjamin Becker derrotó en la final a  Ruben Bemelmans 2-6, 7-63, 6-4

### Dobles Masculino
- Dustin Brown /  Philipp Marx derrotaron en la final a  Piotr Gadomski /  Mateusz Kowalczyk 7-63, 6-2